# Bellstedt
Bellstedt est une commune allemande de l'arrondissement de Kyffhäuser, Land de Thuringe.

## Géographie
Bellstedt se situe sur la rive gauche de la Helbe.
|           | Sondershausen | Großenehrich    |
| Rockstedt | Bellstedt     | Thüringenhausen |
|           | Abtsbessingen | Großenehrich    |

## Histoire
Bellstedt est d'abord mentionné sous le nom de Baldersteti, Bilistat et Bilistade.

## Source, notes et références
- (de) Cet article est partiellement ou en totalité issu de l’article de Wikipédia en allemand intitulé « Bellstedt » (voir la liste des auteurs).